# Dendrophidion nuchale
Espèce
Synonymes
- Herpetodryas nuchalis Peters, 1863
- Dendrophidion dendrophis Peters & Orejas-Miranda, 1970

Dendrophidion nuchale est une espèce de serpents de la famille des Colubridae.

## Répartition
Cette espèce est endémique du Venezuela. Elle se rencontre dans la cordillère de la Costa entre 100 et 1 270 m d'altitude dans les États de Zulia, d'Yaracuy, de Carabobo, de Guárico et de Miranda.

## Taxinomie
Cette espèce a été redéfinie par Cadle et Savage en 2012, ils ont relevé de sa synonymie Dendrophidion clarkii et décrit Dendrophidion rufiterminorum pour les populations du Belize à l'Équateur.

## Publication originale
- Peters, 1863 : Über einige neue oder weniger bekannte Schlangenarten des zoologischen Museums zu Berlin. Monatsberichte der Königlich Preussischen Akademie der Wissenschaften zu Berlin, vol. 1863, p. 272-289 (texte intégral).